# NGC 3051
NGC 3051 ist eine elliptische Galaxie vom Hubble-Typ E/SB0 im Sternbild Antlia am Südsternhimmel. Sie ist schätzungsweise 104 Millionen Lichtjahre von der Milchstraße entfernt und hat einen Durchmesser von etwa 65.000 Lichtjahren.
Die Galaxie ist Mitglied der NGC 3054-Gruppe zu deren Mitgliedern weiterhin NGC 3054, NGC 3078, NGC 3084, NGC 3089, IC 2531, IC 2537, ESO 499-026 und ESO 499-327 gehören.
Das Objekt wurde am 24. März 1835 von John Herschel entdeckt.